# Open Source Applications Foundation
Open Source Applications Foundation (オープンソース・アプリケーション財団、OASF) は2002年に、ミッチ・ケイパーによって設立された非営利組織である。FLOSSの普及活動に取り組んでいる。OSAFによって行われているプロジェクトには、Chandlerなどが挙げられる。2006年7月現在では22人の従業員を有し、Chandlerには4人のインターンシップ研修生がいる。
2005年より、オープンソース・アプリケーション財団は研修生にOSAFのプロジェクトに取り組むことを許可することにより、GoogleのSummer of Codeプログラムに参加している。
OSAFは他にも開発中のプロジェクトが2つある。Cosmo（Javaで書かれたCalDAVサーバ）とScooby（Cosmoか他のCalDAVサーバにおいて動くAjaxカレンダープログラム）がそれにあたる。計4人のスタッフがこのプロジェクトに従事している。
以下に主な出資者を挙げる（金額はUSドル）。
- ミッチ・ケイパー: 500万ドル
- アンドリュー・メロン財団: 9万8千ドル
- アンドリュー・メロン財団: 150万ドル

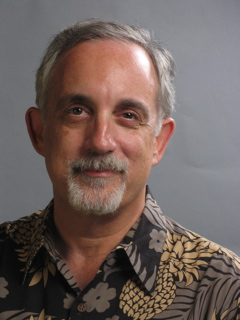
Mitch Kapor

- Common Solutions Group: 125万ドル